# Кампиља Маритима
Кампиља Маритима (итал. Campiglia Marittima) је насеље у Италији у округу Ливорно, региону Тоскана.
Према процени из 2011. у насељу је живело 1379 становника. Насеље се налази на надморској висини од 213 м.

## Становништво
| 1936. | 1951. | 1961. | 1971.  | 1981.  | 1991.  | 2001.  | 2011.  |
| ----- | ----- | ----- | ------ | ------ | ------ | ------ | ------ |
| 7.664 | 8.783 | 9.266 | 11.350 | 12.463 | 12.513 | 12.540 | 13.220 |